# Не имей 100 рублей…
«Не имей 100 рублей…» — советская художественная музыкальная кинокомедия, поставленная на киностудии «Ленфильм» в 1959 году режиссёром Геннадием Казанским.

## Сюжет
Директор краеведческого музея Иван Андреевич Бажанов становится обладателем древнерусского завещания, согласно которому недалеко от небольшого города находится древний клад. Бажанов, будучи энтузиастом своего дела, вместе с соседом — шофёром-любителем Гуляевым — отправляется искать сокровища. По дороге они решают подвезти до города девушку Надю, обладающую прекрасными вокальными данными. Вскоре им попадается чудаковатая женщина-биолог Корецкая, отставшая от автобуса. Друзья решают подвезти и её. Но обстоятельства складываются так, что и Надя, и Корецкая становятся участниками экспедиции по поиску старинных сокровищ. Вскоре кладоискатели встречают весёлых музыкантов и кинооператора, которых решают также взять с собой. Но оказалось, что завещание было фальшивым и составлено по заказу заместителя Бажанова — малокультурного мещанина, желающего «подсидеть» своего начальника и, во время отсутствия оного, занять его место. Тем не менее, кладоискатели находят и древнерусские сокровища, и самое дорогое — искреннюю дружбу и большую человеческую любовь.

## В ролях
- Александр Никитин — Иван Андреевич Бажанов, директор краеведческого музея
- Павел Рудаков — Василий Васильевич Гуляев, многодетный отец, шофёр-любитель
- Людмила Шагалова — Нина Платоновна Корецкая, ботаник
- Елена Немченко — Надя Захарова, дочь дежурного на ж/д переезде
- Сергей Сибель — Серёжа, студент консерватории, аккордеонист
- Виктор Харитонов — Юрий Селиверстович Порошин, 23-летний оператор кинохроники
- Евгений Леонов — Иван Сергеевич Мухин, замдиректора музея по хозяйственной части
- Степан Крылов — Михаил Федорович Апухтин, председатель горисполкома
- Сергей Филиппов — дежурный администратор в гостинице
- Алексей Смирнов — шофёр грузовика
- Аркадий Трусов — Кузьма Егорович, лесник
- Виктор Бриц — Сева, студент консерватории, трубач
- Аркадий Пышняк — студент консерватории, скрипач
- Александр Блинов — Лёша
- Светлана Жгун — Нюра, невеста Лёши
- Александра Матвеева — Елизавета Павловна, жена Василия, мать-героиня
- Борис Муравьёв — экскурсант
- Анатолий Абрамов — милиционер
- Виктор Чекмарёв —  Балабуев, архивариус
- Фёдор Федоровский — швейцар
- Виктор Терехов — водитель молоковоза, брат Нюры
- Ольга Ткачева-Карчинская — Лёля
- Вениамин Нечаев — режиссёр театра, муж Лёли
- Лев Степанов — актёр театра
- Николай Гаврилов — артист театра
- Владимир Васильев — артист театра
- Василий Максимов — Анатолий Петрович, пианист
- Сергей Голубев — отец Нади
- Александра Фомина — старушка, которая принесла письмо
- Алексей Барндык — шофёр

## Съёмочная группа
- Авторы сценария — Борис Ласкин, Владимир Поляков
- Режиссёр-постановщик — Геннадий Казанский
- Главный оператор — Музакир Шуруков
- Художники-постановщики — Абрам Векслер, Евгений Еней
- Композитор — Надежда Симонян
- Текст песен — Борис Семёнов

## Производство
Изначально снимать этот фильм должен был Эльдар Рязанов, к тому времени уже создавший в сотрудничестве со сценаристами Борисом Ласкиным и Владимиром Поляковым кинокартину «Карнавальная ночь». Именно он придумал оригинальное название — «Не имей сто рублей!». Однако в самый последний момент Рязанов отказался от съёмок, чем навлёк на себя немало проблем. Кинорежиссёр посчитал, что «посредственная, серая, неинтересная картина принесла бы всем значительно больше вреда».
Съёмки ряда сцен проходили в Тирасполе. В частности, тираспольский Дом Советов в одном из эпизодов выступает в качестве здания Министерства финансов, куда герои фильма привозят найденный клад.